# Futbol als Jocs Olímpics d'estiu de 1960
Als Jocs Olímpics d'Estiu de 1960 celebrats a la ciutat de Roma (Itàlia) es disputà una competició de futbol en categoria masculina. La competició tingué lloc entre els dies 26 d'agost i el 10 de setembre de 1960 a l'Estadi Olímpic de Roma i altres seus italianes.

## Comitès participants
Hi participaren un total de 235 futbolistes de 16 comitès nacionals diferents:
| - Argentina (18) - Brasil (19) - Bulgària (19) - Dinamarca (19) - França (19) - Hongria (19) - Índia (19) - Itàlia (19) | - Perú (19) - Polònia (19) - Regne Unit (19) - República Àrab Unida (17) - Xina (19) - Tunísia (19) - Turquia (17) - Iugoslàvia (18) |

## Resum de medalles
| Prova          | Or | Argent | Bronze |
| Futbol masculí | Iugoslàvia Andrija Anković · Zvonko Bego · Vladimir Durković · Milan Galić · Fahrudin Jusufi · Tomislav Knez · Borivoje Kostić · Aleksandar Kozlina · Dušan Maravić · Željko Matuš · Željko Perušić · Novak Roganović · Velimir Sombolac · Milutin Šoškić · Silvester Takač · Blagoje Vidinić · Ante Žanetić | Dinamarca Poul Andersen · John Danielsen · Henning Enoksen · Henry From · Erik Gaardhøje · Bent Hansen · Jørgen Hansen · Henning Hellbrandt · Poul Jensen · Bent Krog · Erling Linde Larsen · Poul Mejer · Flemming Nielsen · Hans Nielsen · Harald Nielsen · Poul Pedersen · Jørn Sørensen · Finn Sterobo · Tommy Troelsen | Hongria Flórián Albert · Jenő Dalnoki · Zoltán Dudás · János Dunai · Lajos Faragó · János Göröcs · Ferenc Kovács · Dezső Novák · Pál Orosz · Tibor Pál · Gyula Rákosi · Imre Sátori · Ernő Solymosi · Gábor Török · Pál Várhidi · Oszkár Vilezsál |

## Medaller
| Posició | País       | Or | Argent | Bronze | Total |
| 1       | Iugoslàvia | 1  | 0      | 0      | 1     |
| 2       | Dinamarca  | 0  | 1      | 0      | 1     |
| 3       | Hongria    | 0  | 0      | 1      | 1     |

## Resultats

### Primera ronda
Grup A
|                      | J | G | E | P | GF | GC | Pts |
| -------------------- | - | - | - | - | -- | -- | --- |
| Iugoslàvia           | 3 | 2 | 1 | 0 | 13 | 4  | 5   |
| Bulgària             | 3 | 2 | 1 | 0 | 8  | 3  | 5   |
| República Àrab Unida | 3 | 0 | 1 | 2 | 4  | 11 | 1   |
| Turquia              | 3 | 0 | 1 | 2 | 3  | 10 | 1   |

| Bulgària                   | 3–0   | Turquia |
| -------------------------- | ----- | ------- |
| Diev 13' 58' · Hristov 67' | Resum |         |

 Grosseto

Àrbitre: Cesare Jonni (ITA)

Assistència: 3.000        
| Iugoslàvia                                           | 6–1   | República Àrab Unida |
| ---------------------------------------------------- | ----- | -------------------- |
| Rifai 3' · Galić 30' · Kostić 32' 61' 63' · Knez 49' | Resum | Attia 72'            |

 Pescara

Àrbitre: Reginald Leafe (RUN)

Assistència:        
| Bulgària                | 2–0   | República Àrab Unida |
| ----------------------- | ----- | -------------------- |
| Yordanov 42' · Diev 88' | Resum |                      |

 L'Aquila

Àrbitre: Leo Helge (DIN)

Assistència: 3.500        
| Iugoslàvia                            | 4–0   | Turquia |
| ------------------------------------- | ----- | ------- |
| Kostić 10' 89' · Galić 46' · Knez 61' | Resum |         |

 Florència

Àrbitre: Vincenzo Orlandini (ITA)

Assistència:        
| República Àrab Unida      | 3–3   | Turquia                                 |
| ------------------------- | ----- | --------------------------------------- |
| Attia 10' · Kottb 58' 65' | Resum | Tahran 15' · Koken 30' · Yalcinkaya 69' |

 Livorno

Àrbitre: Lucien van Nuffel (BEL)

Assistència:        
| Iugoslàvia        | 3–3   | Bulgària                        |
| ----------------- | ----- | ------------------------------- |
| Galić 50' 57' 69' | Resum | Kovachev 59' · Debarski 81' 89' |

 Roma

Àrbitre: Cesare Jonni (ITA)

Assistència: 15.000        
Grup B
|            | J | G | E | P | GF | GC | Pts |
| ---------- | - | - | - | - | -- | -- | --- |
| Itàlia     | 3 | 2 | 1 | 0 | 9  | 4  | 5   |
| Brasil     | 3 | 2 | 0 | 1 | 10 | 6  | 4   |
| Regne Unit | 3 | 1 | 1 | 1 | 8  | 8  | 3   |
| Taipei     | 3 | 0 | 0 | 3 | 3  | 12 | 0   |

| Brasil                                    | 4–3   | Regne Unit                |
| ----------------------------------------- | ----- | ------------------------- |
| Gérson 2' · China 61' 72' · Wanderley 64' | Resum | Brown 32' 87' · Lewis 47' |

 Livorno

Àrbitre: Josef Kandlbinder (ALE)

Assistència:        
| Itàlia                                      | 4–1   | Taipei          |
| ------------------------------------------- | ----- | --------------- |
| Rivera 10' 33' · Fanello 49' · Tomeazzi 67' | Resum | Chun Wa Mok 29' |

 Nàpols

Àrbitre: Leo Helge (DIN)

Assistència:        
| Brasil                                    | 5–0   | Taipei |
| ----------------------------------------- | ----- | ------ |
| Gérson 13' 16' 47' · Roberto Dias 73' 87' | Resum |        |

 Roma

Àrbitre: Erlich (IUG)

Assistència:        
| Itàlia          | 2–2   | Regne Unit            |
| --------------- | ----- | --------------------- |
| Rossano 11' 55' | Resum | Brown 23' · Hasty 75' |

 Roma

Àrbitre: Lucien van Nuffel (BEL)

Assistència:        
| Itàlia                       | 3–1   | Brasil    |
| ---------------------------- | ----- | --------- |
| Rivera 69' · Rossano 70' 86' | Resum | Waldir 4' |

 Florència

Àrbitre: Pierre Schwinte (FRA)

Assistència:        
| Regne Unit                        | 3–2   | Taipei               |
| --------------------------------- | ----- | -------------------- |
| Lewis 35' · Brown 58' · Hasty 85' | Resum | Chuk Yin Yiu 70' 88' |

 Grosseto

Àrbitre: Josef Kandlbinder (ALE)

Assistència:        
Grup C
|           | J | G | E | P | GF | GC | Pts |
| --------- | - | - | - | - | -- | -- | --- |
| Dinamarca | 3 | 3 | 0 | 0 | 8  | 4  | 6   |
| Argentina | 3 | 2 | 0 | 1 | 6  | 4  | 4   |
| Polònia   | 3 | 1 | 0 | 2 | 7  | 5  | 2   |
| Tunísia   | 3 | 0 | 0 | 3 | 3  | 11 | 0   |

| Dinamarca                             | 3–2   | Argentina                 |
| ------------------------------------- | ----- | ------------------------- |
| Sørensen 31' · Harald Nielsen 46' 85' | Resum | Oleniak 20' · Bilardo 88' |

 Roma

Àrbitre: Francesco Liverani (ITA)

Assistència:        
| Polònia                                | 6–1   | Tunísia   |
| -------------------------------------- | ----- | --------- |
| Pohl 7' 40' 42' 84' 89' · Hachorek 67' | Resum | Kerrit 3' |

 Roma

Àrbitre: Concetto Lo Bello (ITA)

Assistència: 3.000        
| Dinamarca                         | 2–1   | Polònia     |
| --------------------------------- | ----- | ----------- |
| Harald Nielsen 15' · Pedersen 86' | Resum | Gadecki 62' |

 Livorno

Àrbitre: Concetto Lo Bello (ITA)

Assistència: 3.700        
| Argentina       | 2–1   | Tunísia    |
| --------------- | ----- | ---------- |
| Oleniak 15' 82' | Resum | Kerrit 25' |

 Pescara

Àrbitre: Istvan Zsolt (HUN)

Assistència:        
| Argentina               | 2–0   | Polònia |
| ----------------------- | ----- | ------- |
| Oleniak 38' · Pérez 55' | Resum |         |

 Nàpols

Àrbitre: S. Garan (TUR)

Assistència: 10.000        
| Dinamarca                               | 3–1   | Tunísia    |
| --------------------------------------- | ----- | ---------- |
| F. Nielsen 24' · Harald Nielsen 27' 88' | Resum | Cherif 48' |

 L'Aquila

Àrbitre: Giulio Campanati (ITA)

Assistència: 2.000        
Grup D
|         | J | G | E | P | GF | GC | Pts |
| ------- | - | - | - | - | -- | -- | --- |
| Hongria | 3 | 3 | 0 | 0 | 15 | 3  | 6   |
| França  | 3 | 1 | 1 | 1 | 3  | 9  | 3   |
| Perú    | 3 | 1 | 0 | 2 | 6  | 9  | 2   |
| Índia   | 3 | 0 | 1 | 2 | 3  | 6  | 1   |

| França                     | 2–1   | Perú     |
| -------------------------- | ----- | -------- |
| Giamarchi 67' · Quédec 90' | Resum | Uribe 1' |

 Florència

Àrbitre: Erlich (IUG)

Assistència:        
| Hongria                 | 2–1   | Índia         |
| ----------------------- | ----- | ------------- |
| Göröcs 23' · Albert 56' | Resum | Balamaran 79' |

 L'Aquila

Àrbitre: Bahri Ben Said (TUN)

Assistència:        
| França      | 1–1   | Índia        |
| ----------- | ----- | ------------ |
| Coinçon 82' | Resum | Banerjee 71' |

 Grosseto

Àrbitre: Raymond Morgan        
| Hongria                                                  | 6–2   | Perú            |
| -------------------------------------------------------- | ----- | --------------- |
| Albert 17' 87' · Rákosi 27' · Göröcs 33' · Dunai 46' 63' | Resum | Ramirez 25' 79' |

 Nàpols

Àrbitre: Piero Bonetto (ITA)

Assistència:        
| Perú                        | 3–1   | Índia         |
| --------------------------- | ----- | ------------- |
| Nieri 27' 53' · Iwasaki 85' | Resum | Balamaran 88' |

 Pescara

Àrbitre: Imam (UAE)

Assistència:        
| Hongria                                             | 7–0   | França |
| --------------------------------------------------- | ----- | ------ |
| Albert 12' 85' · Göröcs 34' 59' 77' · Dunai 41' 79' | Resum |        |

 Roma

Àrbitre: Vincenzo Orlandini (ITA)

Assistència:        

### Semifinals
| Itàlia        | 1–1   | Iugoslàvia |
| ------------- | ----- | ---------- |
| Tumburus 109' | Resum | Galić 107' |

 Nàpols

Àrbitre: Josef Kandlbinder (ALE)

Assistència:        
| Dinamarca                        | 2–0   | Hongria |
| -------------------------------- | ----- | ------- |
| Harald Nielsen 19' · Enoksen 81' | Resum |         |

 Roma

Àrbitre: Reginald Leafe (RUN)

Assistència: 10.000        

### Tercer lloc
| Hongria               | 2–1   | Itàlia       |
| --------------------- | ----- | ------------ |
| Orosz 32' · Dunai 69' | Resum | Tomeazzi 84' |

 Roma

Àrbitre: Reginald Leafe (ANG)

Assistència:        

### Final
| Iugoslàvia                        | 3–1   | Dinamarca      |
| --------------------------------- | ----- | -------------- |
| Galić 1' · Matuš 11' · Kostić 69' | Resum | F. Nielsen 80' |

 Roma

Àrbitre: Lo Bello (ITA)

Assistència: 40.000        